# Continental Stankovic 2008
La Copa continental Stankovic de 2008 fue la cuarta edición del torneo, se desarrolló en Hangzhou, China del 17 al 20 de julio en el Huanglong Sports Center.
Participaron cuatro equipos, el campeón europeo, africano y asiático y el local China.
Antes del comienzo del torneo la selección de Irán fue sustituida por Serbia S20 (Campeón mundial S19).

## Equipos participantes
| Angola | China | Serbia | Rusia |

## Ronda Final
|                   | Equipo | Pts | PG | PP | PF  | PC  | Dif |
| ----------------- | ------ | --- | -- | -- | --- | --- | --- |
| Medalla de oro    | Angola | 6   | 3  | 0  | 229 | 201 | 28  |
| Medalla de plata  | China  | 5   | 2  | 1  | 239 | 194 | 45  |
| Medalla de bronce | Serbia | 4   | 1  | 2  | 231 | 249 | −18 |
| 4                 | Rusia  | 3   | 0  | 3  | 205 | 260 | −55 |

| 17 de julio, 15:30                    | Angola                                | 89-70                                 | Rusia                             |  |
|                                       |                                       |                                       |                                   |  |
| Parciales: 18-18, 27-21, 27-20, 17-11 | Parciales: 18-18, 27-21, 27-20, 17-11 | Parciales: 18-18, 27-21, 27-20, 17-11 | Huanglong Sports Center, Hangzhou |  |

| 17 de julio, 19:30 | China                             | 96-72 | Serbia |  |
|                    | Huanglong Sports Center, Hangzhou |       |        |  |

| 18 de julio, 15:30 | Rusia                             | 85-99 | Serbia |  |
|                    | Huanglong Sports Center, Hangzhou |       |        |  |

| 18 de julio, 19:30 | Angola                            | 72-71 | China |  |
|                    | Huanglong Sports Center, Hangzhou |       |       |  |

| 20 de julio, 15:30 | Serbia                            | 60-68 | Angola |  |
|                    | Huanglong Sports Center, Hangzhou |       |        |  |

| 20 de julio, 19:30 | China                             | 72-50 | Rusia |  |
|                    | Huanglong Sports Center, Hangzhou |       |       |  |